# 1777 w literaturze
Wydarzenia literackie w 1777 roku.

## Nowe książki
- Hugh Blair – Sermons
- Edmund Burke – Letter to the Sheriffs of Bristol
- James Cook – A Voyage Toward the South Pole
- John Howard – The State of the Prisons in England and Wales
- David Hume – The Life of David Hume
- Hannah More – Essays
- Maurice Morgann – An Essay on the Dramatic Character of Sir John Falstaff
- Joseph Priestley – Disquisitions Relating to Matter and Spirit
  - - The Doctrine of Philosophical Necessity Illustrated
- Isaac Reed – The Repository
- William Robertson – The History of America
- Philip Dormer Stanhope, 4th Earl of Chesterfield – Characters

## Urodzili się
- 12 lutego – Friedrich de la Motte Fouqué, niemiecki pisarz romantyczny (zm. 1843)
- 31 sierpnia – Ernst August Friedrich Klingemann, niemiecki pisarz (zm. 1831)
- 18 października – Heinrich von Kleist, niemiecki pisarz, dramaturg, poeta i publicysta (zm. 1811)
- 27 października - Jan Nepomucen Kamiński, polski dramatopisarz i poeta (zm. 1855)
- 24 grudnia - Ludwik Adam Dmuszewski, polski dramatopisarz (zm. 1847)